# Garthia
Garthia – rodzaj jaszczurek z rodziny Phyllodactylidae.

## Zasięg występowania
Rodzaj obejmuje gatunki występujące w Ameryce Południowej – w Chile, być może także w Boliwii i Argentynie). 

## Systematyka
Rodzaj zdefiniowała w 1965 roku chilijsko-brazylijska para herpetologów (Chilijczyk Roberto Donoso-Barros i Brazylijczyk Paulo Emílio Vanzolini) w artykule poświęconym nowemu rodzajowi gekonów opublikowanym w czasopiśmie „Papéis avulsos do Departamento de Zoologia”. Gatunkiem typowym jest (oryginalne oznaczenie) Garthia gaudichaudii.

### Etymologia
Garthia: Garth Leon Underwood (1919–2002), brytyjski herpetolog.

### Podział systematyczny
Do rodzaju należą następujące gatunki: 
- Garthia gaudichaudii (Duméril & Bibron, 1836)
- Garthia penai (Donoso-Barros, 1966)

W 2023 roku Jorge Mella Ávila zasugerował, że takson penai stanowi synonim gaudichaudii, co czyniłoby Garthia rodzajem monotypowym, ale wymaga to potwierdzenia za pomocą badań molekularnych.